# Roseggerhaus-Pretul
Das Roseggerhaus, auch Roseggerhaus-Pretul, ist eine alpine Schutzhütte und liegt auf 1588 m ü. A. im Gebiet der Pretulalpe in den Fischbacher Alpen in der Steiermark entlang des Zentralalpenweges.

## Geschichte
Benannt wurde das Roseggerhaus nach Peter Rosegger, einem österreichischen Schriftsteller, der in der Waldheimat geboren wurde. Das Schutzhaus wurde 1900 gegründet und konnte auf Initiative von Toni Schruf realisiert werden, der die Idee unterstützte und Spenden sammelte. Die Hütte wurde 1989 durch einen Brand zerstört und 1990 neu errichtet.

## Zugänge
- Vom Pfaffensattel 1372 m ü. A. in 2¾ Stunden.
- Von Ratten 765 m ü. A. in 3½ Stunden.
- Von Alpl 1062 m ü. A. in 3½ Stunden.
- Von Rettenegg in 2½ Stunden.
- Von Mürzzuschlag in 3 Stunden.

## Touren/Übergänge
- Alois-Günther-Haus 1782 m ü. A. in 1¾ Stunden.
- Hauereckhütte in 1½ Stunden.
- Ganzalmhaus in 1 Stunden.
- Almbauer in 1¾ Stunden.